# План гри
«План гри» (англ. The Game Plan) — фільм (2007) режисера Енді Фікмена. Це останній фільм, в якому Джонсон використовує прізвисько «Скеля».

## Зміст
Головний герой — зірка американського футболу. Великі гроші і слава припадають йому до душі. Він звик жити на повну котушку, думаючи лише про себе. Але раптом до спортсмена приїжджає дочка, яку він ніколи не бачив. І тепер переконаному холостяку і егоїсту доводиться змінити свій спосіб життя.

## Ролі
| Актор          | Роль           |
| -------------- | -------------- |
| Дуейн Джонсон  | Джозеф Кінгман |
| Кіра Седжвік   | Стелла Пек     |
| Морріс Честнат | Тревіс Сандерс |
| Пейдж Турко    | Карен Келлі    |
| Розелін Санчес | Монік Васкес   |

## Знімальна група
- Режисер — Енді Фікмен
- Сценарист — Ніколь Міллард, Кетрін Прайс, Одрі Уеллс
- Продюсер — Марк Кьярді, Гордон Грей
- Композитор — Натан Ванг